# Macroteleia parilis
Macroteleia parilis är en stekelart som beskrevs av Muesebeck 1977. Macroteleia parilis ingår i släktet Macroteleia och familjen Scelionidae. Inga underarter finns listade i Catalogue of Life.